# Hermann Schmiechen
Hermann Schmiechen (* 22. Juli 1855 in Neumarkt; † 8. Oktober 1923 in Berlin) war ein deutscher Maler und Porträtist.

## Leben
In Neumarkt in Schlesien geboren, ging Hermann Schmiechen 1872 nach Breslau an die Königliche Kunst- und Gewerbe-Akademie und wurde Schüler von Albrecht Bräuer. Ein Jahr später, im Jahre 1873, folgte er dem Ruf der Düsseldorfer Malerschule und wurde Schüler von Eduard von Gebhardt und Julius Roeting an der Kunstakademie Düsseldorf und Mitglied im Künstlerverein Malkasten. 1876 ging er zu einem Studienaufenthalt an der Académie Julian nach Paris. Zurück in Düsseldorf wurde Schmiechen zu einem gesuchten Bildnismaler und wohnte im Haus der Witwe Sophie Hasenclever in der Goltsteinstraße Nr. 24.

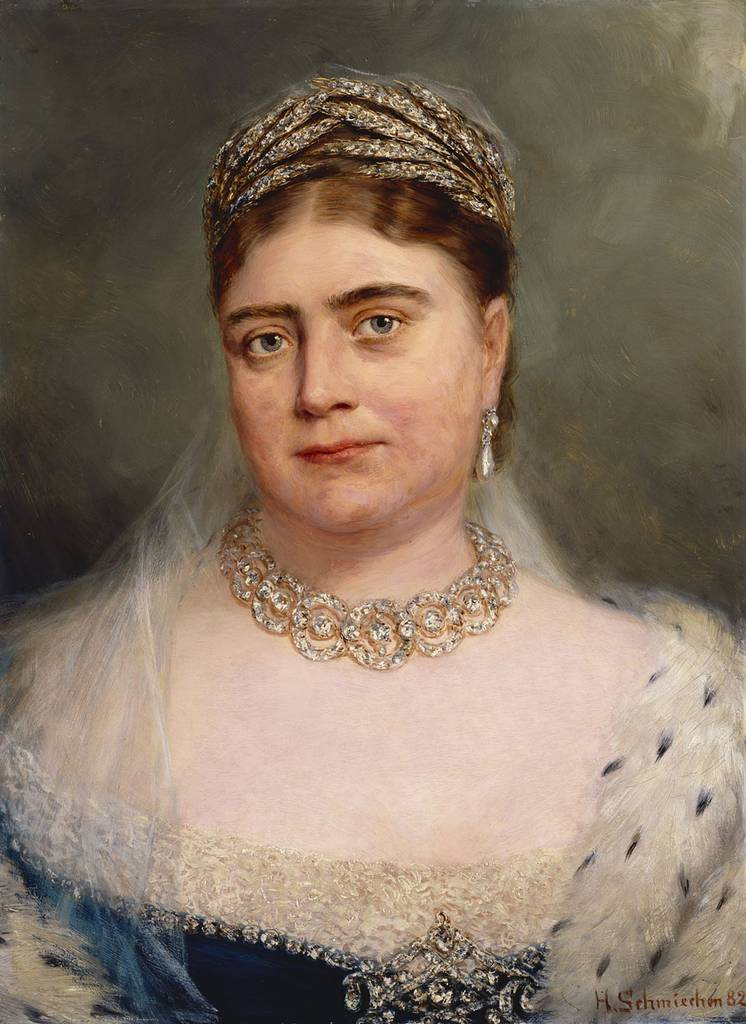
Prinzessin Mary Adelaide, Herzogin von Teck, 1882

1883 wurde Schmiechen, fast zeitgleich mit Karl Rudolf Sohn, auf Einladung der Königin Victoria, an den Kensington Palace nach London berufen, wo er Porträts der englischen Aristokratie fertigte. Der Maler August Becker hatte seinen Künstlerkollegen bei Hofe empfohlen. In den folgenden Jahren von 1884 bis 1895 folgten Ausstellungen im Rijksmuseum Amsterdam, in der Royal Academy of Arts London, Liverpool und Manchester.
Im April 1883 hatte Hermann Schmiechen in Düsseldorf Antonia (Antonie) Gebhard (* 1862), Tochter eines Fabrikanten und Teilhabers der Seidenweberei Gebhard & Co. aus Elberfeld, geheiratet. Die Ehe wurde später geschieden. In London malte Schmiechen im Sommer 1884 Helena Petrovna Blavatsky und unter ihrer Anleitung die aufgestiegenen Meister der Weisheit Morya (Meister M, El Morya Er) und Koot Hoomi (Meister KH, Kuthumi Lal Singh). Helena Blavatsky selbst, Patience Sinnett (1844–1908), die Gattin des Alfred Percy Sinnett, Laura Holloway-Langford (1843–1930), Mohini Mohun Chatterji (1858–1936) und weitere Mitglieder der anglo-indischen Theosophischen Gesellschaft hatten sich oft in seinem Londoner Atelier versammelt. 1885 im Haus des Gustav Gebhard in Elberfeld, dem Sitz der Theosophische Societät Germania entstand ein weiteres Porträt der Helena Blavatsky, so wie auch der Mary Gebhard, einer geborenen L’Estrange (1832–1892). Gustav Gebhard hatte Blavatsky zur Erholung nach Elberfeld eingeladen und sie brachte eine Reihe von englischen und indischen Theosophen mit.
Reisen führten ihn nach Griechenland und Frankreich, wo auch einige Landschaftsgemälde entstanden. Seit 1901 war Hermann Schmiechen in Charlottenburg tätig und wohnte in der Kantstraße 152. Nach seinem Tod verkaufte der Okkultist, Spiritist, Theosoph und esoterische Schriftsteller Leopold Engel Christusbilder, deren Vervielfältigungsrecht ihm der verstorbene Maler Hermann Schmiechen übertragen hatte.

## Werke (Auswahl)

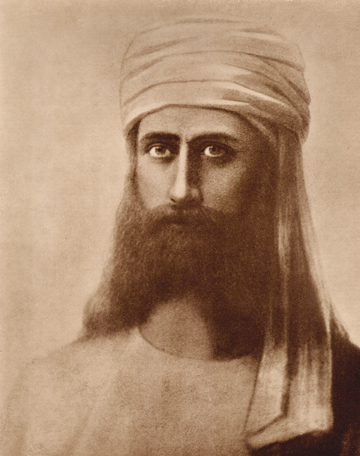
Meister Morya, 1884
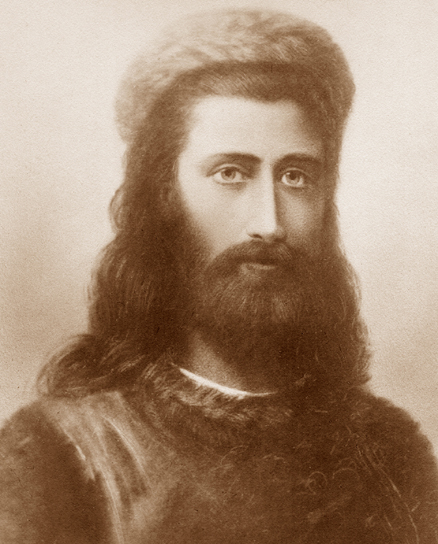
Meister Koot Hoomi, 1884
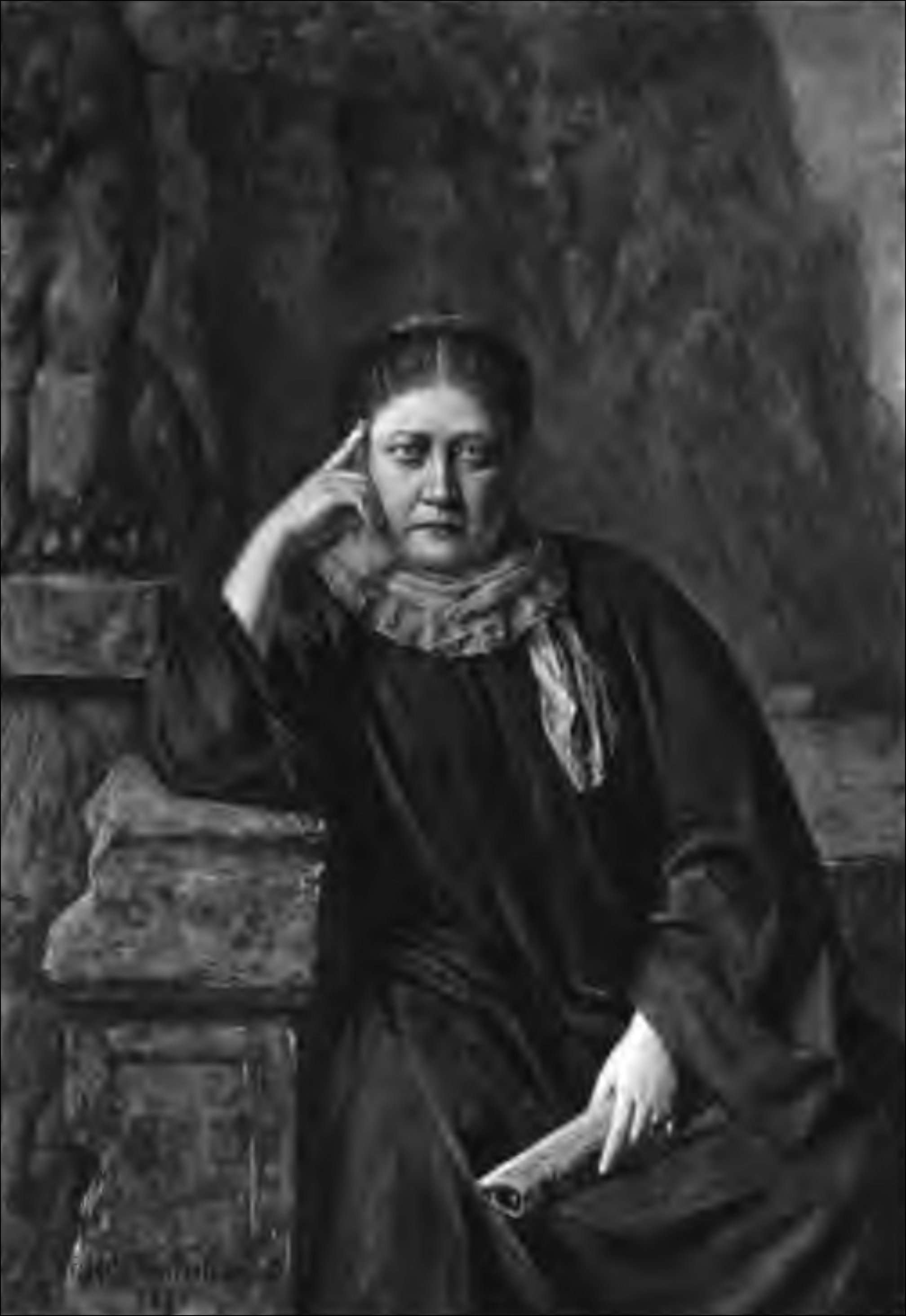
Helena Blavatsky, 1884

- Opernsängerin Lillian Nordica, 1878
- Porträt der Tochter von Nicolaus Otto, 1879
- Porträt einer Dame, um 1880[15]
- Junge Patricierin, 1881
- Königliche Hoheit Prinzessin Mary Adelaide, Herzogin von Teck, 1882
- Friederike von Hannover und Cumberland, Freifrau von Pawel-Rammingen, 1884[16]
- Bedenkliche Zeichen, 1886[17]
- Margaret McEwan, The Honourable Mrs Ronald Henry Fulke Greville, 1889
- John Osborne Sargent (1811–1891), 1889[18]
- Turtelndes Liebespaar am Fenster, 1895[19]
- Dame mit Rosenkorb, 1895, Deutsch-Nationale Kunstausstellung Düsseldorf, 1902[20]
- Salome (Flora), um 1900[21]
- Eleonore Fürstin von Schönburg-Waldenburg, Prinzessin von Sayn-Wittgenstein-Berleburg, 1908
- Ernst von Leyden, 1909
- Mary Grant Carmichael
- Countess of Cottenham
- Margaret (Anderson) (1863–1942), The Honourable Mrs Ronald, Later Dame Margaret
- Julia Elizabeth Ripley (1829–1867), Frau von Richard H. Howard
- Reverend Richard Howard (1813–1890)